# Laura
Laura – imię żeńskie pochodzenia łacińskiego. Pierwotnie oznaczało ono kobietę pochodzącą z Laurentum koło Rzymu. Wiązane jest także z łacińskim słowem laurus oznaczającym wawrzyn.
Wśród imion nadawanych nowo narodzonym dzieciom, Laura w 2022 r. zajmowała 4. miejsce w grupie imion żeńskich.
Laura obchodzi imieniny 22 stycznia, 17 czerwca i 19 października.

## Znane osoby noszące imię Laura

### Święci i błogosławieni
- Laura Montoya – święta kolumbijska
- Laura Vicuña – chilijska błogosławiona
- Laura z Kordoby – hiszpańska święta, męczennica

### Sportowcy
- Laura Dahlmeier – niemiecka biathlonistka
- Laura Dekker – żeglarka
- Laura Del Colle – argentyńska hokeistka na trawie
- Laura Lepistö – fińska łyżwiarka figurowa
- Laura Robson – brytyjska tenisistka

### Pozostali
- Laura Allen – amerykańska aktorka
- Laura Antonelli – włoska aktorka
- Laura Branigan – amerykańska piosenkarka
- Laura Bush – żona George’a Busha
- Laura Chinchilla – prezydent Kostaryki
- Laura Dern – amerykańska aktorka, reżyser i producentka filmowa
- Laura Harrier – amerykańska aktorka i modelka
- Laura Linney – amerykańska aktorka i piosenkarka
- Laura Łącz – polska aktorka
- Laura Marano – amerykańska aktorka i piosenkarka
- Laura Marling – angielska piosenkarka i twórczyni tekstów
- Laura Mulvey – angielska reżyserka filmowa i teoretyczka filmu
- Laura Närhi – fińska piosenkarka
- Laura Omloop – belgijska piosenkarka
- Laura Pausini – włoska piosenkarka
- Laura Pergolizzi – amerykańska piosenkarka
- Laura Pollán – kubańska dysydentka
- Laura Prepon – amerykańska aktorka
- Laura Pytlińska – polska aktorka
- Laura Samojłowicz – polska aktorka
- Laura Secord – bohaterka narodowa Kanady
- Laura Tesoro – belgijska piosenkarka i aktorka
- Laura Vandervoort – kanadyjska aktorka
- Laura Ingalls Wilder – amerykańska pisarka

## Postacie literackie
- Laura – autentyczna ukochana poety Francesca Petrarki, którą uwiecznił w swoich sonetach
- Laura – ukochana Filona z wiersza Franciszka Karpińskiego
- Laura – ukochana Kordiana z dramatu Juliusza Słowackiego
- Laura Kościeniecka – ukochana Cezarego Baryki z powieści Przedwiośnie Stefana Żeromskiego
- Laura Pyziak – bohaterka cyklu Jeżycjada Małgorzaty Musierowicz
- Laura Poniatowska – dziewczyna Felixa z serii Felix, Net i Nika